# Taiji Akademie
Die Taiji Akademie in Frankfurt am Main ist eine Bildungseinrichtung für Taiji und Qigong. Als „Taiji Akademie – Schule der Inneren Kraft“ wird das Taiji der Yang-Familientradition nach ihrem Begründer Yang Luchan gelehrt. Die Taiji Akademie gilt als älteste bestehende Schule im deutschsprachigen Raum. Sie wird von ihrem Gründer Frieder Anders geleitet.

## Geschichte
Die Taiji Akademie von Meister Frieder Anders wurde 1980 in Frankfurt am Main als „Taichi-Schule“ in Frankfurt-Nied gegründet.
Frieder Anders hatte 1970 Taiji in New York City kennengelernt. Ab 1975 begann Anders zu unterrichten und lehrte zunächst an verschiedenen Orten in Frankfurt. 1980 mietete er eigene Schulungsräumlichkeiten an.
Unterrichtsinhalte waren zu Beginn Qigong und der Yang-Stil nach Zheng Manqing (Cheng Man-ch'ing)
Nach dem Studium von 1978 bis 1979 bei verschiedenen Meistern in Taipei fanden deren Einflüsse Eingang in seine Lehrmethoden und Unterrichtsinhalte.
1981 wurde die neugegründete Schule auch Hauptsitz der International Tai Chi Chuan Association (ITCCA), der von Chu King-Hung gegründeten Organisation zur Verbreitung seines Taiji und blieb es bis 2005. Im Jahr 1984 zog die Schule nach Frankfurt-Bockenheim, 1994 ein weiteres Mal in die Frankfurter City und 2008 an ihren heutigen Sitz in der Homburger Landstraße 120 A in Frankfurt-Preungesheim.
Im Jahr 2005 kam es zur Trennung von Meister Chu und die Akademie löste sich von der ITCCA. Es begann der inhaltliche Neuaufbau als Taiji Akademie.

## Meisterschüler und bestätigte Meister
Frieder Anders bildet in der Taiji Akademie nach Tradition des Yang-Familienstils Meister aus. Sie bilden die 7. Generation des authentischen Yang-Familienstils.

## Sonstiges
Die Akademie wird von einem wissenschaftlichen Beirat beraten und arbeitet mit den Marken FriederAnders:AtemtypTaiji und FriederAnders:AtemtypQigong, an denen sie auch die Rechte hält.